# Férel
Férel (in bretone: Ferel) è un comune francese di 2 946 abitanti situato nel dipartimento del Morbihan nella regione della Bretagna.

## Società

### Evoluzione demografica
Abitanti censiti